# Коатлан-дель-Рио
Коатлан-дель-Рио (исп. Coatlán del Río) — посёлок и административный центр одноимённого муниципалитета в мексиканском штате Морелос. Численность населения, по данным переписи 2010 года, составила 2028 человек.

## Общие сведения
Название Coatlán происходит из языка науатль и его можно перевести как: место, где много змей.
Первоначально посёлок был основан южнее и располагался в гористой местности. Его основали переселенцы-тольтеки из Малиналько в 1509 году под названием Коатлан. Позднее поселение было перенесено ближе к реке, что нашло отражение в названии посёлка.